# Džungelska deva
Džungelska deva (znanstveno ime Heteropteryx dilatata) je vrsta posnemalcev iz družine Heteropterygidae, razširjena po tropskih gozdovih Malajskega otočja v Jugovzhodni Aziji. Uvrščamo jo v samostojen rod Heteropteryx. Znana je kot ena največjih danes živečih žuželk, zaradi česar je priljubljena v teraristiki.

## Opis
Samice so mnogo večje in težje od samcev; dosežejo 14–17 cm v dolžino in v obdobju parjenja, ko so polne jajčec, tudi do 65 g teže, s čimer so najtežji posnemalci, pa tudi ene najtežjih danes živečih žuželk nasploh. So limetasto zelene barve, pojavljajo pa se tudi rumeno in zelo redke rdečkastorjavo obarvane samice. Krila so skrajšana in ne omogočajo leta, drugi, bolj membranast par, je živo rožnate barve. Glava, trup in noge so porasle z ostrimi trni, predvsem po robovih. Trebušna (subgenitalna) plošča osmega člena zadka je preobražena v sekundarno leglico, ki obdaja pravo leglico, struktura je namenjena odlaganju jajčec v prst.
Samci so vitkejši, rjave barve s svetlejšimi lisami in merijo le 9–13 cm v dolžino. Normalno razvita membranasta zadnja krila pokrivajo ves zadek, so rdečkaste barve z rjavim mrežastim vzorcem. Sprednja krila so usnjata, ožja in malo krajša od zadnjih. Imajo značilen svetel sprednji rob, zato tvorijo vzdolžno belo progo čez ves zadek, ko ima samec zložena krila.
Predstavniki obeh spolov se ob vznemirjenju postavijo v svarilno držo z dvignjenim zadkom, razprtimi pisanimi krili in razkrečenimi zadnjimi nogami. S krili tudi stridulirajo, s čimer proizvajajo svarilni zvok. Ob dotiku sunkovito skrčijo trnaste zadnje noge kot škarje.

## Življenjski krog
Velika jajčeca merijo skoraj centimeter v dolžino in širino ter tehtajo po 70 mg, samice jih s pomočjo leglice ležejo posamič v prst. Po 7 do 14 mesecih se izležejo nifme, ki so sprva bledorjave barve. Za prenočevanje se do četrtega stadija združujejo v gruče na hranilnih rastlinah. Samci postanejo z vsako levitvijo nekoliko temnejši, samice pa po tretji levitvi dobijo zeleno barvo. Približno eno leto po izvalitvi se preobrazijo v odrasle živali, kar se zgodi ob peti levitvi pri samcih in šesti pri samicah. Življenjska doba odraslih je pol leta do dveh let.

## Ekologija in razširjenost
So rastlinojede živali. V ujetništvu jedo liste robide, doba, vrtnic, enovratega gloga in bršljana.
Vrsta izvira z Malajskega otočja. Našli so jo na Malajskem polotoku, Sumatri in Borneu. Populacija živi tudi na Madagaskarju, pri čemer pa ni jasno, ali je avtohtona.